# Zittel-Medaille
Die Zittel-Medaille der Paläontologischen Gesellschaft wird an Personen verliehen, die bedeutende Beiträge zur Paläontologie geleistet haben, ohne professionelle Paläontologen zu sein, zum Beispiel durch außergewöhnliche Sammlertätigkeit bei Zusammenarbeit mit Fachwissenschaftlern. Sie ist nach Karl Alfred von Zittel benannt.

## Preisträger
- 1984 Werner Pockrandt, Hannover († 1988)[1]
- 1986 Rudolf Schlegelmilch, Aalen[2]
- 1987 Günther Schaumberg, Eschwege († 2017)[3]
- 1988 Walter Müller, Esslingen († 2003)[4]
- 1989 Arno Heinrich, Bottrop († 2009)[5]
- 1993 Lothar Schneider, Düsseldorf († 2004)
- 1994 Erich Thomas, Witten[6]
- 1995 Hans Hagdorn, Ingelfingen
- 1996 Gerhard Rohrbach, Dotternhausen[7]
- 1998 Klaus-Peter Kelber, Würzburg; Siegfried Rein, Erfurt[8]
- 1999 Wolfgang Rebske († 1997), Christine Rebske, Bergisch Gladbach († 2009)[9]
- 2000 Manfred Kutscher, Sassnitz/Rg.[10]
- 2001 Ulrich Kaplan, Gütersloh; Henk Oosterink, Winterswijk
- 2002 Dick Mol, Hoofddorp
- 2003 Herbert Menzel, Bremen († 2017)
- 2004 Helmut Leich, Bochum († 2016)
- 2005 Willy Ockert, Ilshofen
- 2007 Rolf Goßmann, Bonn
- 2008 Volker Dietze, Riesbürg; Werner K. Weidert, Korb († 2016)
- 2009 Klaus-Dieter Weiß, Fischbach[11]
- 2010 Armin Scherzinger, Hattingen
- 2013 Helmut Tischlinger, Stammham
- 2014 Annette Oechsler, Harald Oechsler, Waghäusel
- 2018 Udo Frerichs, Hannover